# Jules Deloffre
Jules Deloffre (Caudry, 22 april 1885 – aldaar, 13 oktober 1963) was een Frans wielrenner die tussen 1908 en 1928 veertien keer deelnam aan de Ronde van Frankrijk. Van 1920 tot 1985, toen Lucien Van Impe en Joop Zoetemelk aan hun vijftiende Tour begonnen, was Deloffre recordhouder wat betreft het aantal deelnames. Sinds 1966 deelde hij dat record met André Darrigade.

## Resultaten in voornaamste wedstrijden
| Jaar | Ronde van Italië | Ronde van Frankrijk | Ronde van Spanje |
| ---- | ---------------- | ------------------- | ---------------- |
| 1908 |                  | opgave              |                  |
| 1909 |                  | 16e                 |                  |
| 1910 |                  | 16e                 |                  |
| 1911 |                  | 15e                 |                  |
| 1912 |                  | 21e                 |                  |
| 1913 |                  | 12e                 |                  |
| 1914 |                  | 36e                 |                  |
| 1920 |                  | opgave              |                  |
| 1921 |                  | 26e                 |                  |
| 1923 |                  | opgave              |                  |
| 1925 |                  | opgave              |                  |
| 1926 |                  | opgave              |                  |
| 1927 |                  | opgave              |                  |
| 1928 |                  | opgave              |                  |

| Jaar | Parijs-Roubaix |
| ---- | -------------- |
| 1908 | 22e            |
| 1909 |                |
| 1910 |                |
| 1911 | 27e            |
| 1912 | 33e            |
| 1913 | 62e            |
| 1914 | 76e            |